# 2203-as mellékút (Magyarország)
A 2203-as számú mellékút egy közel 5 kilométer hosszú, négy számjegyű mellékút Nógrád vármegye és a Cserhát hegység nyugati részén.

## Nyomvonala
Patak központjában ágazik ki a 2201-es útból, annak 5. kilométerénél. Egy darabig a Derék-patak völgyében halad, majd a patak irányt vált és eltávolodik. Az út hamarosan beér Érsekvadkertre, utolsó kilométerén már a Vadkerti-patak kíséri. 4,8 kilométer után torkollik bele, a település központjában a 22-es főútba, annak 8. kilométere közelében. Egyenes folytatása a 2117-es út.